# (73990) 1998 EU12
(73990) 1998 EU12 – planetoida z pasa głównego asteroid okrążająca Słońce w ciągu 3,47 lat w średniej odległości 2,29 j.a. Odkryta 1 marca 1998 roku.